# Söderhamns stadshotell
Söderhamns stadshotell, Statt, First hotel Statt Söderhamn, är ett stadshotell i kvarteret Oxen i Söderhamn. Hotellet är byggnadsminne sedan 28 februari 2000.

## Historia
Stadshotellet, som tillkom efter stadsbranden 1876, uppfördes ursprungligen 1879 vid Rådhustorget efter ritningar av C. Dahlgren, men har byggts om några gånger senast på 1980-talet. På 1970-talet fick stadshotellet en tillbyggnad, som i skala och form ansluter till den gamla, med ny entré från Oxtorgsgatan.

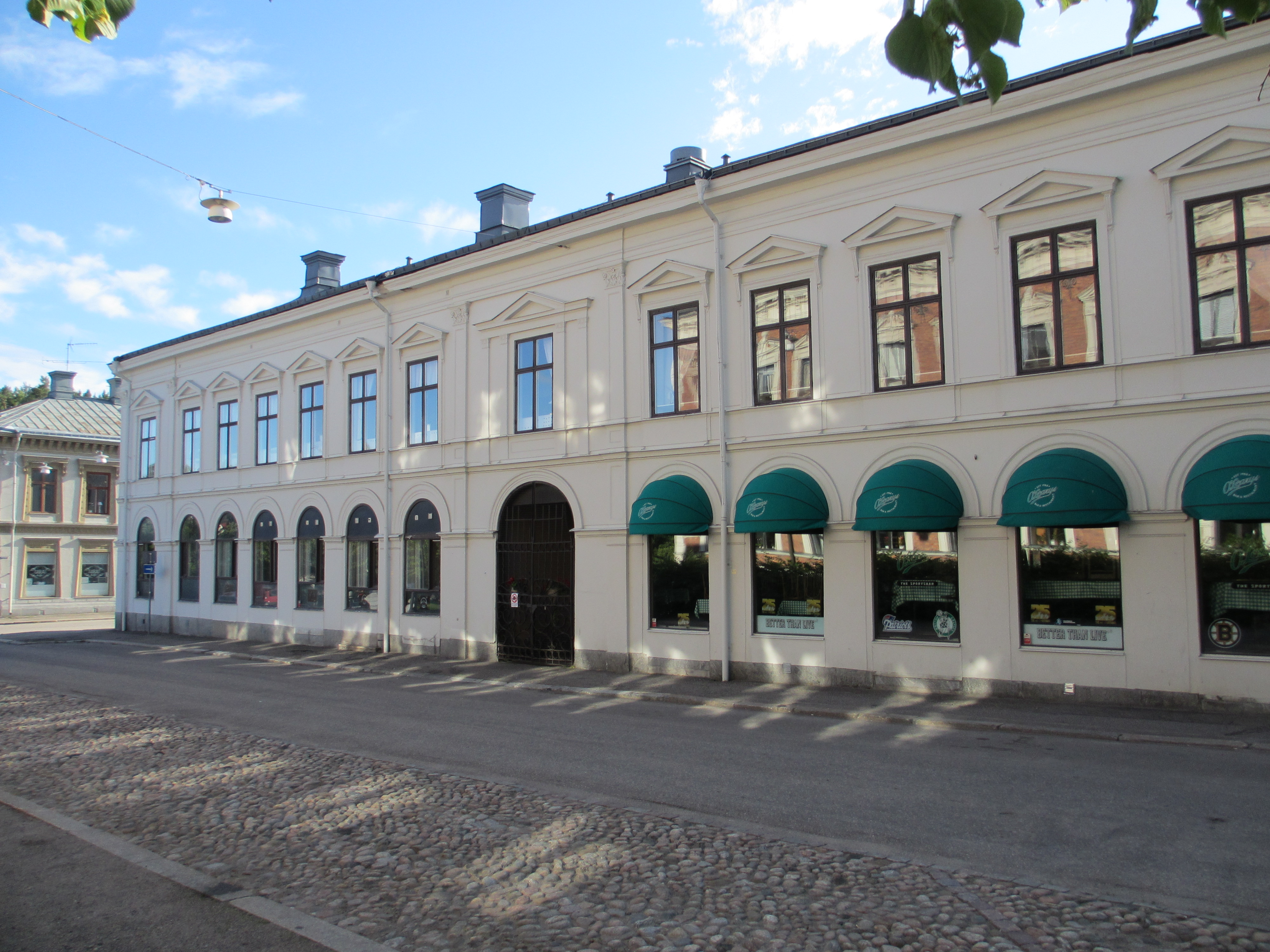
Stadshotellet, gamla delen

## Spökerirykten
Envisa rykten gör gällande att det skulle spöka på stadshotellet i Söderhamn. Det är källarmästaren Carl Emil Fuhre (1888–1950) som avled i hotellets kök som påstås gå igen och särskilt hemsökt sägs rum 104, som är beläget rakt under köket, vara. Enligt vad som sägs har dock spöket aldrig försökt skada någon. Det påstås att Fuhre skulle ha begått självmord, något som tillbakavisas av sonsonen Lars Fuhre, som säger att han avled i hjärtinfarkt efter att kastat ut en bråkig gäst från hotellets restaurang.